# Закшув (Лодзинське воєводство)
Закшув (пол. Zakrzów) — село в Польщі, у гміні Білачув Опочинського повіту Лодзинського воєводства.
Населення — 202 особи (2011).
У 1975-1998 роках село належало до Пйотрковського воєводства.

## Демографія
Демографічна структура станом на 31 березня 2011 року:
|          | Загалом | Допрацездатний вік | Працездатний вік | Постпрацездатний вік |
| -------- | ------- | ------------------ | ---------------- | -------------------- |
| Чоловіки | 109     | 21                 | 69               | 19                   |
| Жінки    | 93      | 10                 | 46               | 37                   |
| Разом    | 202     | 31                 | 115              | 56                   |